# هال روبنسون
هال روبنسون (بالإنجليزية: Hal Robinson)‏ هو معلم موسيقى أمريكي، ولد في 29 يوليو 1952 في هيوستن في الولايات المتحدة.